# Tajemství loňského léta (film, 1997)
Tajemství loňského léta (v anglickém originále I Know What You Did Last Summer) je americký filmový horor z roku 1997 režiséra Jima Gillespieho, natočený volně na motivy románu Vím, co jsi udělala loni v létě spisovatelky Lois Duncan. Scénář snímku, spadajícího do podžánru slasherů, napsal Kevin Williamson, v hlavních rolích se představili Jennifer Love Hewitt, Sarah Michelle Gellar, Ryan Phillippe a Freddie Prinze Jr. Film pojednává o skupině čtyř mladých kamarádů, které rok po autonehodě, při níž zabili člověka, sleduje záhadný zabiják s hákem. Jedná se o první film ze stejnojmenné série.

## Příběh
Po oslavách 4. července 1996 ve městě Southport v Severní Karolíně jedou Julie Jamesová a její přátelé Ray Bronson, Helen Shiversová a Barry Cox v noci z pláže domů. Při jízdě po pobřežní silnici omylem srazí neznámého chodce. Po cestě kolem nich projede Juliin kamarád Max, avšak ten si mrtvoly nevšimne, a Julie ho ujistí, že je vše v pořádku, takže Max odjede. Aby nemuseli nést následky za zabití, skupina se rozhodne hodit tělo do vody a nikdy se už nebavit o tom, co se stalo.
O rok později, v roce 1997, se Julie po prvním ročníku vysoké školy vrací z Bostonu na léto domů. Kamarádi se mezitím vydali každý svou cestou a už spolu nejsou v kontaktu. Julie dostane dopis bez zpáteční adresy, ve kterém stojí: „Vím, co se stalo loni v létě!“ (v originále I know what you did last summer!). Proto vyhledá Helen a společně odnesou dopis Barrymu, Heleninu bývalému příteli, který začne podezřívat Maxe. Toho konfrontují v docích a Barry mu s hákem vyhrožuje. Julie se setká se svým bývalým přítelem Rayem, který nyní pracuje v Southportu jako rybář; ten se s ní neúspěšně snaží usmířit. Nedlouho po Barryho odchodu zabije Maxe postava v pláštěnce s hákem. Barry poté objeví ve své skříňce v tělocvičně vzkaz „Vím to“ (v originále I know) a následně ho přepadne stejný útočník, jako Maxe. Na Barryho zaútočí jeho autem, mladík ale vyvázne.
Julie mezitím pátrá v novinových článcích, které ji vedou k domněnce, že muž, kterého přejeli, byl místní občan jménem David Egan. Helen a Julie se vydají za Davidovou sestrou Missy. Ta jim vysvětlí, že jejich rodinu Davidova smrt zdrtila a že ji hned po pohřbu navštívil Davidův kamarád Billy Blue, aby jí kondoloval. Té noci se vrah vplíží do Helenina domu, ostříhá jí vlasy, zatímco spí, a na zrcadlo jejího toaletního stolku napíše rtěnkou „Už brzy“ (v originále Soon).
Následujícího rána najde Julie v kufru svého auta Maxovu mrtvolu v Barryho ukradené bundě. Než stihne zavolat ostatním, tělo zmizí. Julie, Helen a Barry konfrontují Raye ohledně nedávných událostí a ten nepříliš věrohodně prozradí, že také obdržel výhružný dopis. Julie se vrátí navštívit Missy, zatímco Barry se s Helen, coby úřadující královnou krásy, zúčastní průvodu během oslav 4. července. Missy odhalí, že David údajně spáchal sebevraždu z pocitu viny za smrt své přítelkyně Susie Willisové při autonehodě, a ukáže Julii Davidův dopis na rozloučenou. Julie si uvědomí, že to nebyl dopis na rozloučenou, ale výhrůžka smrtí, protože písmo se shoduje s písmem dopisu, který sama dostala, 
Na soutěži krásy se Helen stane svědkem vraždy Barryho na balkoně v sále. Spolu s policistou spěchá nahoru, ale po vrahovi ani Barrym nenajdou žádnou stopu. Policista doprovodí Helen domů, ale vrah ho vyláká do uličky a zavraždí ho. Helen prchá do obchodu své rodiny, který její sestra Elsa právě na noc zavírá. Vrah vstoupí do obchodu a zavraždí Elsu. Pronásleduje Helen až do druhého patra, odkud dívka uteče oknem a spadne do uličky. Poté běží směrem k hlavní ulici, kde ji vrah zastaví a podřízne ji, nicméně její křik je přehlušen blížícím se slavnostním průvodem.
Julie najde novinový článek, v němž se píše o Susiině otci Benu Willisovi, a uvědomí si, že mužem, kterého přejeli, byl právě Ben, a to chvíli poté, co zabil Davida, aby pomstil svou dceru. Jde to říct Rayovi do doků, ale ten jí odmítá uvěřit. Julie si všimne, že Rayova loď se jmenuje Billy Blue, začne ho podezřívat, že on je útočníkem, a uteče. Ze stínu vystoupí rybář, který Raye omráčí a vyzve Julii, aby se ukryla na jeho lodi. Na plavidle ale dívka najde fotky a články o svých přátelích a o ní, i fotky Susie. Loď odpluje z doku a ukáže se, že oním rybářem a zároveň útočníkem je Ben Willis, kterého srážka autem nezabila a který začne Julii pronásledovat až do podpalubí. Tam dívka objeví v lodním mrazáku těla Helen a Barryho. Ray se probere z bezvědomí, ukradne motorový člun a chce zachránit Julii. Nakonec pomocí lanoví usekne Benovi ruku a pošle ho přes palubu do moře. Když Julii a Raye vyslýchá policie, zalžou a popřou, že by věděli, proč se je Ben pokusil zabít. Zároveň se jim uleví, že ve skutečnosti nikoho nezabili, a usmíří se.
O rok později, v roce 1998, je Julie na vysoké škole v Bostonu. Když vstoupí do sprchy, všimne si na jejích dveřích v páře napsaných slov „Já jsem nezapomněl“ (v originále I still know). O chvíli později jimi proskočí na Julii temná postava a dívka zděšeně vykřikne.

## Obsazení
- Jennifer Love Hewitt (český dabing: Tereza Chudobová [1998], Tereza Bebarová [2013]) jako Julie Jamesová
- Sarah Michelle Gellar (český dabing: Jitka Ježková [1998], Klára Sochorová [2013]) jako Helen Shiversová
- Ryan Phillippe (český dabing: Jan Dolanský [1998], Radek Hoppe [2013]) jako Barry Cox
- Freddie Prinze Jr. (český dabing: Petr Burian [1998], Michal Jagelka [2013]) jako Ray Bronson
- Johnny Galecki (český dabing: Michal Jagelka [1998], Aleš Háma [2013]) jako Max Neurick
- Bridgette Wilson (český dabing: Miroslava Součková [1998], Eliška Nezvalová [2013]) jako Elsa Shiversová
- Anne Heche (český dabing: Helena Brabcová [1998], Lucie Benešová [2013]) jako Melissa „Missy“ Eganová
- Muse Watson (český dabing: Tomáš Juřička [1998], Pavel Rímský [2013]) jako Ben Willis

## Produkce
Po úspěchu hororového Vřískotu v roce 1996, který napsal Kevin Williamson, mohl tento scenárista nabídnout produkčním společnostem scénář, který o několik let dříve napsal podle mysteriózního románu pro mládež Vím, co jsi udělala loni v létě, jenž v roce 1973 vydala spisovatelka Lois Duncan. Na základě požadavku společnosti Mandalay Entertainment změnil Williamson některé klíčové prvky příběhu, takže vytvořil dílo podobné filmovým slasherům z 80. let 20. století. Inspiroval se u svého otce, který pracoval jako rybář, takže děj přemístil do malého rybářského městečka a antagonistu vytvořil z rybáře používajícího hák, což je odkaz na městskou legendu o muži s hákem („The Hook“), o níž si postavy na začátku filmu povídají. Oproti Vřískotu, který ve velkém obsahoval i satiru a sebeironii vůči snímkům tohoto podžánru, je však Tajemství loňského léta přímočařejším slasherem. Jeho režisérem se stal Jim Gillespie, kterého navrhl přímo Williamson.
Roli Julie Jamesové získala Jennifer Love Hewitt, která v té době působila v seriálu Správná pětka a která byla původně zvažována do role Helen. Barryho měl ztvárnil urostlý herec s postavou vysokého quarterbacka, nicméně na základě konkurzu byl obsazen Ryan Phillippe, který nebyl tak fyzicky disponován. Do role Raye obsadil režisér Gillespie Freddieho Prinze Jr., který podle něj působil jako „obyčejný člověk“. Jako poslední získala z ústřední čtveřice roli Sarah Michelle Gellar, tehdy začínající se seriálem Buffy, přemožitelka upírů.
Natáčení filmu s rozpočtem 17 milionů dolarů bylo zahájeno 31. března 1997 a trvalo do června 1997. Většina filmu byla natočena ve městě Southport v Severní Karolíně a jeho okolí, nicméně pro úvod snímku využili filmaři pobřeží v kalifornském okrese Sonoma County. Po testovacích projekcích se režisér Gillespie s producenty rozhodl, že pro zobrazení skutečného nebezpečí pro hlavní postavy dodatečně natočí zabití Maxe, které ve scénáři původně obsaženo nebylo. Kvůli dramatičtějšímu zakončení byl rovněž pozměněn závěr, kdy místo emailu se vzkazem „Já jsem nezapomněl“, který měla Julie obdržet, byla vytvořena scéna ve sprše. Hudbu k filmu s klasifikací R složil John Debney.

### České znění
Vznikla dvě česká znění filmu. První z nich, určené původně pro VHS, vyrobil v roce 1998 Bonton Film v překladu Anny Harvánkové pod režijním vedením Daniely Zachariášové. Druhé vyrobila v roce 2013 FTV Prima ve studiu S Pro Alfa CZ, překlad je dílem Václava Patery, režie se ujal Filip Jančík.

## Vydání

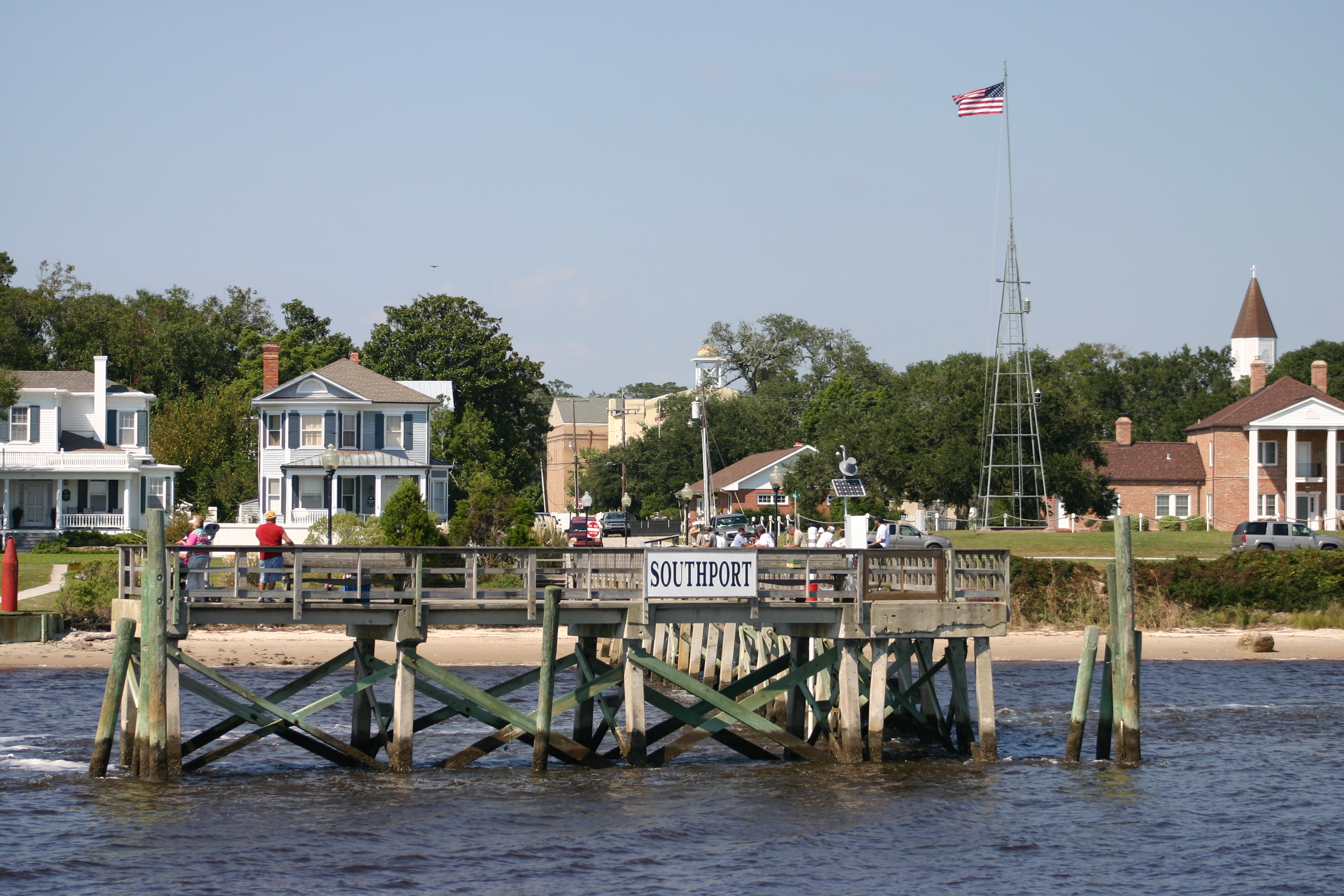
Město Southport v Severní Karolíně, kde byl film natáčen a kde se také odehrává jeho děj

V premiéře byl snímek Tajemství loňského léta promítán 9. října 1997 v Austinu v Texasu během zdejšího filmového festivalu. Do amerických kin byl snímek uveden 17. října 1997, do čtyř dalších zemí se dostal v průběhu listopadu a prosince 1997 a ve větší míře začal být po světě promítán postupně od ledna 1998. V Česku měl film premiéru 26. února 1998, jako poslední se jej dočkali diváci v Turecku, kde byl do kin uveden 9. října 1998.
V březnu 1998 vydala společnost Columbia TriStar Home Video film na VHS, DVD a LD. Na BD byl snímek vydán v červenci 2008. Lokalizovaná verze na VHS byla v Česku v prodeji od března 1999, později vyšly i varianty na DVD a BD.

## Přijetí

### Tržby
V Severní Americe, kde byl promítán v 2524 kinech, utržil snímek 72,6 milionu dolarů, v ostatních zemích dalších 53 milionu dolarů. Celosvětové tržby tak dosáhly 125,6 milionu dolarů. Během úvodního víkendu utržil v Severní Americe přes 15 milionů dolarů.
V České republice byl film uveden distribuční společností Falcon a s celkovou návštěvností 41 791 diváků utržil celkem 2,3 milionu korun.

### Filmová kritika
Server Rotten Tomatoes udělil snímku známku 5,3/10, a to na základě vyhodnocení 70 recenzí (z toho 31 jich bylo spokojených, tj. 44 %). V konsenzuální kritice jej označuje za „převážně nudný“ film, který přišel o desetiletí později a který zaujme „zřejmě jen skalní fanoušky žánru“. Od serveru Metacritic získal film, podle 17 recenzí, celkem 52 ze 100 bodů.

### Ocenění
Snímek byl nominován na cenu Saturn v kategorii Nejlepší hororový film. Sarah Michelle Gellar byla za svůj výkon nominována v kategorii Objev roku na MTV Movie Award a Jennifer Love Hewitt v kategorii Nejlepší herecký výkon v celovečerním filmu – Herečka v hlavní roli na cenu Young Artist Award.

## Související díla
Díky komerčnímu úspěchu filmu byly natočeny sequely s názvy Tajemství loňského léta 2: Rok poté (1998) a Tajemství loňského léta 3 (2006). V roce 2021 vznikl televizní seriál Tajemství loňského léta.